# Коймла
Ко́ймла (ест. Koimla küla) — село в Естонії, у волості Ляене-Сааре повіту Сааремаа.

## Населення
Чисельність населення на 31 грудня 2011 року становила 91 особу.

## Географія
Поблизу села проходить автошлях 109 (Тійріметса — Люманда). Від села починається дорога Коймла — Ріксу.

## Історія
Історично село Коймла належало до приходу Кігелконна (Kihelkonna kihelkond).
До 12 грудня 2014 року село входило до складу волості Люманда.

## Пам'ятки природи
На схід від села розташовуються природний заповідник Коймла.